# Oestrophasia signiferum
Oestrophasia signiferum är en tvåvingeart som beskrevs av Wulp 1890. Oestrophasia signiferum ingår i släktet Oestrophasia och familjen parasitflugor. Inga underarter finns listade i Catalogue of Life.